# Dominique Lamiot
Dominique Lamiot (né en 1955) est un haut fonctionnaire français, président du conseil de direction de la Banque de développement du Conseil de l'Europe depuis 2014.

## Biographie

### Famille
Dominique Lamiot nait le 15 novembre 1955 dans le 16e arrondissement de Paris du mariage d’Étienne Lamiot et de Marie-Ange Gaudin.
De son mariage le 24 novembre 1984 avec Évelyne Renvoisé, sont nées deux filles.

### Formation
Après des études au lycée Arago de Paris, Dominique Lamiot poursuit ses études à l'université Pierre-et-Marie-Curie, où il obtient une maîtrise en biologie animale.

### Carrière professionnelle
Il commence sa carrière comme attaché d'administration à la mairie de Paris de 1976 à 1984. Il est ensuite élève de l'École nationale d'administration (promotion Fernand-Braudel, 1985-1987),. Il accomplit ensuite toute sa carrière dans l'administration des Finances publiques,.
Il est administrateur civil à la direction de la prévision au ministère de l’Économie et des Finances de 1987 à 1991. Puis dans le cadre de sa « mobilité statutaire » il est attaché financier à l'ambassade de France à Moscou de 1991 à 1993. Assistant à l'effondrement de l'Union soviétique en décembre 1991, il est chargé de nouer des relations bilatérales avec chacune des quinze Républiques issues de l'éclatement de l'ex-URSS.
De retour au ministère de l’Économie et des Finances, il est chef du bureau des protocoles financiers de 1993 à 1995 puis du bureau du marché des changes et des politiques économiques de 1996 à 1998, sous-directeur des recettes de l’État de 1998 à 2001 puis des études coordination et réseau du trésor public de 2001 à 2003, chef de service à la direction générale de la Comptabilité publique (DGCP) de 2003 à 2005.
En 2005, il est nommé directeur général de la Comptabilité publique. Il en sera le dernier directeur, jusqu'en 2008, cette direction fusionnant avec la Direction générale des impôts (DGI) ; fusion qu'il pilote : il fait passer le nombre de grandes directions de quinze à dix et près de 3 000 emplois sont supprimés, chaque année « sans heurt », assure-t-il. « L'ensemble de nos enquêtes externes a montré une amélioration » tout en améliorant « de façon continue la qualité des services rendus à nos usagers »
En 2008, il est nommé secrétaire général des ministères économiques et financiers et en 2013, responsable de la fonction financière ministérielle pour le ministère du Redressement productif.
En 2011, il fait face à la cyberattaque dont est victime le ministère de l’Économie et des Finances,.
En octobre 2013, Dominique Lamiot est nommé président de l’Établissement de la retraite additionnelle de la fonction publique,.
Le 1er octobre 2013, il est promu au grade d'administrateur général des Finances publiques de classe exceptionnelle et nommé directeur départemental des Finances publiques des Hauts-de-Seine,.
Le 1er avril 2019, il fait valoir ses droits à la retraite. 
Il préside le conseil de direction de la Banque de développement du Conseil de l'Europe depuis le 28 novembre 2014

## Ouvrages
Dominique Lamiot est l'auteur de plusieurs ouvrages et articles dont deux ouvrages rédigés en collaboration avec Pierre-Jean Lancry :
- La protection sociale : les enjeux de la solidarité, Nathan, 1991  (ISBN 2-09-188964-4) ;
- L'Europe automobile : virages d'une industrie en mutation, Nathan, 1992  (ISBN 2-09-188975-X).

## Distinctions
Chevalier de l'ordre de la Légion d'honneur le 23 avril 2007, Dominique Lamiot est promu officier le 30 décembre 2016.
Chevalier de l'ordre national du Mérite le 17 mars 2004, Dominique Lamiot est promu officier le 13 mai 2011.